# 東京ムービー
株式会社東京ムービー（とうきょうムービー、1964年設立 - 1993年2月解散）は、かつて存在した日本のアニメーション制作会社及びアニメ制作ブランド（後述）。

## 概要

### 設立経緯
1963年（昭和38年）、フジテレビと虫プロダクションが日本初の本格的なアニメのテレビシリーズ『鉄腕アトム』を制作し、放送を開始した。この成功を見たテレビ局と制作会社が続々とテレビアニメに参入して、テレビアニメブームが起こる。当時はテレビ局と制作会社が系列化しており、フジテレビは虫プロダクション、竜の子プロダクション、ピー・プロダクション。NETテレビ（現・テレビ朝日）は同一資本系列の東映動画（現・東映アニメーション）を抱えていた。TBSは既にTCJ（TCJ動画センターを経て、現在のエイケン）制作の『エイトマン』を放送していた。
TBSテレビはアニメの制作を更に望んでいたが、TCJに制作を発注したくてもフジテレビの『鉄人28号』を既に抱えたTCJは週2本の制作体制で余力はなく、別の制作会社に発注するしかなかった。1963年（昭和38年）、広告代理店「萬年社」を仲介役に人形劇『伊賀の影丸』制作のために人形劇団ひとみ座の映画制作部門として設立された「東京人形シネマ」の藤岡豊に「人形を動かすのも絵を動かすのも同じだろう」という理由で、アニメーション制作を委託したことから、1964年（昭和39年）、アニメーション制作の新会社「株式会社東京ムービー」を発足した。
設立の際はTBS（現・TBSホールディングス）の出資を受け、当初はTBSテレビでの放送が多かった。初期の演出陣は長浜忠夫、大隅正秋。文芸担当の今泉篤は藤岡の人脈で人形劇団出身者である。本社はTBS本社の一室から西新宿へ移転するが手狭となり、地下鉄南阿佐ケ谷駅に近い杉並区成田東へ移った。以後、杉並区は日本におけるアニメーション産業集積地の一角となった。

### 経営危機と外注化
第1回作品『ビッグX』を制作するも、大赤字を出し経営危機に陥る。人材の多くが人形劇出身者で占められていたため、アニメーション制作の経験者が少なく、外注や下請けアニメーターの言い値や枚数の誤魔化しが罷り通ったのが原因であった。経営破綻寸前に陥った東京ムービーは、テレビ制作会社国際放映（旧新東宝）の資本参加を受け、経営の立て直しを図ることになる。新社長には国際放映の阿部鹿三が就任し、創業者の藤岡は取締役制作部長に降格した。
1965年（昭和40年）、藤岡が東映動画の楠部大吉郎に声をかけ、楠部が代表となって有限会社エイプロダクション（以下Aプロ、現在のシンエイ動画株式会社）を設立。東映動画からクリエイターを招き入れることに成功する。『ビッグX』での経験から、制作体制の整備が目的であった。東京ムービーとAプロは業務提携の形を採り、東京ムービーは企画・管理を担当し、作画・撮影など実制作をAプロに委託する体制となる。以後、『オバケのQ太郎』『巨人の星』『アタックNo.1』を皮切りにヒット作を連発した。1971年（昭和46年）に国際放映から独立し、藤岡が社長に返り咲いた。

### アメリカ進出
1975年（昭和50年）、アメリカ合衆国市場への進出を狙って新たに株式会社テレコム・アニメーションフィルムを設立する。1976年（昭和51年）、東京ムービーの営業部門として株式会社東京ムービー新社（とうきょうムービーしんしゃ）を設立、株式会社東京ムービーを東京ムービー新社の直接制作部門として分離した。同年、Aプロとの業務提携を解消した。Aプロはシンエイ動画株式会社として改組・商号変更して独立した。1984年（昭和59年）、アメリカABCテレビで『マイティ・オーボッツ』を放送した。アメリカの製作会社を通じた下請けではなく、アメリカのテレビ局から直接発注を受けたのはこれが日本初であった。以後、精力的に日本国外向けアニメの制作に乗り出す。社運をかけたプロジェクトである長編作品『NEMO/ニモ』は、制作費55億円、制作期間に10年を費やしたが、その制作費と制作期間に比して商業的失敗に終わり、その責任をとる形で藤岡は東京ムービーから退いた。

### セガ傘下へ
1992年（平成4年）、東京ムービー新社の株式をセガ・エンタープライゼス（後のセガ）が取得して、同社の傘下となる。1993年（平成5年）2月、株式会社東京ムービーを解散し、東京ムービー新社の直接制作部門を廃止した。1995年（平成7年）11月1日、セガグループで、名古屋を拠点とする株式会社キョクイチを存続会社として、株式会社東京ムービー新社を吸収合併し、東京ムービーの元営業部門も廃止した。アニメーション制作事業部門は東京支店 東京ムービー事業本部（とうきょうしてんとうきょうムービーじぎょうほんぶ）となる。当時制作されていた作品のクレジット表記は「キョクイチ東京ムービー」（キョクイチとうきょうムービー）となる。一部の作品（例：『名探偵コナン』）では再び「東京ムービー」の表記に戻された。

### ブランド名としての東京ムービー
2000年1月1日、株式会社トムス・エンタテインメントに商号を変更した。「東京ムービー」の名は、アニメーション制作事業部門の名称、アニメーション制作ブランド名として残った。東京ムービー時代の作品は「製作・著作：トムス・エンタテインメント、アニメーション制作：東京ムービー」等と表記を差し替えて再放送される場合がある。しかし、2007年頃から『名探偵コナン』等を除けばクレジットに「（放送局・広告代理店）トムス・エンタテインメント」や「（放送局・広告代理店）TMSトムス・エンタテインメント」が多くなり、「東京ムービー」は消滅しつつあった。
2011年8月20日からは『名探偵コナン』も「（ytv・）トムス・エンタテインメント」のクレジット表記に変わったことで、「東京ムービー」名義での制作作品は廃止された。アニメーション制作名義においても『それいけ!アンパンマン』が2011年クリスマスSPから表記変更したことでTVアニメでは「東京ムービー」ブランドは消滅した。翌年の2012年に公開された劇場版『名探偵コナン 11人目のストライカー』では従来通り「アニメーション制作：東京ムービー」と発表されていたが、実際のクレジットは「TMS/V1Studio」だった。
現在の「アニメーション制作」のクレジットは、トムスが出資している作品は制作スタジオ名（V1Studio、Po10tial等）が表示され、他の会社の出資や共同制作の場合は会社名がそのままクレジットされている。

## 制作作品の特徴
- 自社作品の多くは流行の作品ではなくスタッフが知人や家族から勧められた作品を中心にアニメ化している場合が多かったために[1]スポンサーとのトラブルに悩まされることも多く、視聴率や関連商品の売上不振ゆえに路線変更や設定改変を求められることも少なくなかった[2]。また、東映動画がほぼ独占状態だった『週刊少年ジャンプ』連載作品は『ど根性ガエル』と『荒野の少年イサム』と『侍ジャイアンツ』と『スペースコブラ』と『CAT'S EYE』を制作したのみで、それ以外は殆ど制作していない[注釈 2]。
- 制作作品は各話の作画監督を置かずに総作画監督が全ての原画を監修するというスタイルの作品が多い[注釈 3]。だが大塚康生によると、1人の作画監督が他社に分散して発注している原画を全て監修するというのは物理的に不可能なことで、大塚自身はストーリーが面白いと思った回のみを選りすぐって修正し、それ以外は修正を放棄する場合が多かったという[4]。また、北原健雄も初期は全ての原画を修正することに尽力したものの、外注先が北原の設定通りの作画をしない場合が多くかつそれが改善されなかったために、終盤に入った頃は修正作業を放棄する事も多かったと述べている[5]。このため『ルパン三世』シリーズや『元祖天才バカボン』、『それいけ!アンパンマン』など、回ごとに絵柄が大幅に異なる作品がみられる。
- 日本の東京ムービー新社とフランスのDIC（現・ワイルドブレイン）の共同制作によるアニメ作品である『宇宙伝説ユリシーズ31』の日本語吹き替えキャストに関するトムス・エンタテインメントの公式サイトにおいては、名古屋テレビ版（OVA収録の12話分）ではなく、NHK版（全26話）によるものだった。そのため、『宇宙伝説ユリシーズ31』の日本語吹き替えにおけるトムス・エンタテインメントにおいては、名古屋テレビ版をアニメ制作会社東京ムービー、同じくテレコム・アニメーションフィルムの創設者である藤岡豊（1988年 - 1996年）が、NHK版をセガの傘下がそれぞれ関わっている。
- 『オバケのQ太郎』（第1作）以降、自社アニメで使用されるアニメソングの作詞者のクレジットを「東京ムービー企画部」や「TMS制作部」などと表記することがある。

## 沿革
- 1964年（昭和39年） - 株式会社東京ムービー設立。
- 1965年（昭和40年） - 有限会社エイプロダクション（以下Aプロ）を設立。
- 1971年（昭和46年） - 国際放映から独立。
- 1975年（昭和50年）5月19日 - 株式会社テレコム・アニメーションフィルムを設立。
- 1976年（昭和51年）6月8日 - 株式会社東京ムービー新社を株式会社東京ムービーの営業部門として設立。株式会社東京ムービーを株式会社東京ムービー新社の直接制作部門として分離。
- 1976年（昭和51年）9月9日 - 制作部門の中核を担ったAプロがシンエイ動画株式会社として改組・商号変更して独立。
- 1982年（昭和57年）8月 - フランスDICとの合弁会社DIC JAPAN（現・WildBrain ジャパン）を設立。フランスDICはCLTグループ（現・RTLグループ）のアニメーション部門。DICには他にアメリカDICがあり、テレビアニメを共同製作。
- 1984年（昭和59年） - アメリカABCテレビで『マイティ・オーボッツ』を放送。
- 1988年（昭和63年） - 株式会社東京ムービーの撮影部門として株式会社トムス・フォト（現・株式会社トゥーン ハーバー ワークス）を設立。
- 1991年（平成3年）3月 - 社運を賭けたアニメ映画『NEMO/ニモ』失敗の責任を取り、創業者の藤岡豊が退任。
- 1992年（平成4年） - 株式会社東京ムービー新社の株式をセガ・エンタープライゼスが取得して、同社の傘下となる。
- 1993年（平成5年）2月 - 株式会社東京ムービーを解散し、株式会社東京ムービー新社の制作部門を廃止。
- 1995年（平成7年）11月1日 - 株式会社キョクイチが株式会社東京ムービー新社を吸収合併し、株式会社東京ムービーの元営業部門も廃止。
- 2000年（平成12年）1月1日 - 株式会社トムス・エンタテインメントに商号変更。

以降はトムス・エンタテインメントの項目を参照。